# Oi101
Oi101 – oznaczenie na PKP austriackiego parowozu serii k.u.k. HB 328, budowanego dla wojskowych linii kolejowych. Po pierwszej wojnie światowej 20 parowozów trafiło do kolei polskich. Po drugiej wojnie światowej dawny Oi101-12 został mylnie oznaczony jako Oi1-4, później przenumerowany na Oi101-2.